# Fritz Hollwich
Fritz Hollwich (* 13. Juli 1909 in München; † 4. September 1991 in Oberaudorf) war ein deutscher Augenarzt, Internist und Hochschullehrer.

## Leben
Nach dem Medizinstudium in München (Approbation als Arzt 1936) promovierte Hollwich über: Zur Frage der Entstehung des Conus myopicus nach Untersuchungen an Fällen von Keratitis parenchymatosa.
Unter Karl Wessely absolvierte er seine augenärztliche Weiterbildung (1935–1939) in München und wurde 1939 Oberarzt der Städtischen Augenklinik Stuttgart.
Nach dem Krieg begann er seine internistische Weiterbildung (1947–1951) unter v. Bergmann in München und habilitierte sich 1948. Weitere Stationen umfassten Oberarztpositionen an der Universitätsaugenklinik Würzburg (1952–53) und Frankfurt (1954–58), wo er zum Professor ernannt wurde.
1958 folgte Hollwich dem Ruf als Ordinarius nach Jena, wo er bis zu seinem Ruf nach Münster 1964 wirkte. Bis zur Emeritierung 1977 leitete er die Universitätsaugenklinik Münster.

## Wirken
Hollwich war ein universeller Augenarzt und auch in den Nachbardisziplinen (plastische Chirurgie, Endokrinologie und Physiologie) als Experte anerkannt. Zusammen mit Curt Cüppers verfasste er 1961 ein frühes Standardwerk Schielen, das im Enke Verlag erschien.
Seine der Habilitationsschrift (Untersuchungen über die Beeinflussung funktioneller Abläufe; insbesondere des Wasserhaushalts durch energetische Anteile der Sehbahn) anschließenden Arbeiten gelten als Pionierarbeiten hinsichtlich der biologischen Wirkungen des Lichtes auf den Organismus. Er gilt als einer der Pioniere der Lichtbiologie. Schon in den Siebziger Jahren warnte er vor den gesundheitlichen Auswirkungen des Neonlichtes am Arbeitsplatz.
Hollwich engagierte sich in den internationalen Beziehungen der Augenheilkunde und war Herausgeber der Klinischen Monatsblätter für Augenheilkunde (1968–1979). Bis 1990 galten seine instruktiven Lehrbücher für Studenten und Pflegepersonal, die auch in vielen Sprachen übersetzt wurden, als Klassiker. Mit Jules François zusammen arbeitete er an einem mehrbändigen Handbuch der Augenheilkunde, das jedoch unvollendet blieb.

## Auszeichnungen
- 1962 Aufnahme in die Leopoldina
- 1974 Médaille d’Or Paul Chibret
- 1974 Ehrenmitgliedschaft der Deutschen Gesellschaft für Plastische und Wiederherstellungschirurgie[6]
- 1976–1980 Präsident der Academia Ophthalmologica Internationalis
- 1981 Ehrenmitglied der Deutschen Ophthalmologischen Gesellschaft[7]
- 1982 Bundesverdienstkreuz 1. Klasse